# Critics' Choice Award alla miglior colonna sonora
Il Critics' Choice Award alla miglior colonna sonora (Critics' Choice Movie Award for Best Score) è un premio cinematografico assegnato annualmente nel corso dei Critics' Choice Awards (in precedenza noti anche come Critics' Choice Movie Awards).
In precedenza era conosciuto come Critics' Choice Award al miglior compositore (Critics' Choice Award for Best Composer).

## Vincitori e candidati
I vincitori sono indicati in grassetto.

### Anni 1990
- 1999: John Williams - Salvate il soldato Ryan (Saving Private Ryan)

### Anni 2000
- 2000: Gabriel Yared - Il talento di Mr. Ripley (The Talented Mr. Ripley)
- 2001: Hans Zimmer - Il gladiatore (Gladiator), Mission: Impossible 2 e La strada per El Dorado (The Road to El Dorado)
- 2002
  - Howard Shore - Il Signore degli Anelli - La Compagnia dell'Anello (The Lord of the Rings: The Fellowship of the Ring),
  - John Williams - Harry Potter e la pietra filosofale (Harry Potter and the Philosopher's Stone) e A.I. - Intelligenza artificiale (Artificial Intelligence: AI)
  - Christopher Young - The Shipping News - Ombre dal profondo (The Shipping News)
- 2003
  - John Williams - Minority Report, Harry Potter e la camera dei segreti (Harry Potter and the Chamber of Secrets) e Prova a prendermi (Catch Me If You Can)
  - Philip Glass - The Hours
  - Howard Shore - Il Signore degli Anelli - Le due torri (The Lord of the Rings: The Two Towers)
- 2004
  - Howard Shore - Il Signore degli Anelli - Il ritorno del re (The Lord of the Rings: The Return of the King)
  - Clint Eastwood - Mystic River
  - Danny Elfman - Big Fish - Le storie di una vita incredibile (Big Fish)
  - Gabriel Yared - Ritorno a Cold Mountain (Cold Mountain)
  - Hans Zimmer - L'ultimo samurai (The Last Samurai)
- 2005
  - Howard Shore - The Aviator
  - Michael Giacchino - Gli Incredibili - Una "normale" famiglia di supereroi (The Incredibles)
  - Rolfe Kent - Sideways - In viaggio con Jack (Sideways)

- 2006
  - John Williams – Memorie di una Geisha (Memoirs of a Geisha)
  - Gustavo Santaolalla – I segreti di Brokeback Mountain (Brokeback Mountain)
  - Nancy Wilson – Elizabethtown
  - James Horner – The New World - Il nuovo mondo (The New World)
- 2007
  - Philip Glass – The Illusionist - L'illusionista (The Illusionist)
  - Gustavo Santaolalla – Babel
  - Hans Zimmer – Il codice da Vinci (The Da Vinci Code)
  - Howard Shore – The Departed - Il bene e il male (The Departed)
  - Clint Mansell – The Fountain - L'albero della vita (The Fountain)
  - Thomas Newman – Intrigo a Berlino (The Good German)
- 2008
  - Jonny Greenwood – Il petroliere (There Will Be Blood)
  - Marco Beltrami – Quel treno per Yuma (3:10 to Yuma)
  - Dario Marianelli – Espiazione (Atonement)
  - Alan Menken – Come d'incanto (Enchanted)
  - Clint Eastwood – Grace Is Gone
  - Alexandre Desplat – Lussuria - Seduzione e tradimento (Se, jie / Lust, Caution)
- 2009
  - A. R. Rahman – The Millionaire (Slumdog Millionaire)
  - Clint Eastwood – Changeling
  - Alexandre Desplat – Il curioso caso di Benjamin Button (The Curious Case of Benjamin Button)
  - Hans Zimmer e James Newton Howard – Il cavaliere oscuro (The Dark Knight)
  - Danny Elfman – Milk

### Anni 2010
- 2010
  - Michael Giacchino - Up
  - Marvin Hamlisch - The Informant!
  - Randy Newman - La principessa e il ranocchio (The Princess and the Frog),
  - Karen O e Carter Burwell - Nel paese delle creature selvagge (Where the Wild Things Are)
  - Hans Zimmer - Sherlock Holmes

- 2011
  - Trent Reznor e Atticus Ross – The Social Network
  - Carter Burwell – Il Grinta (True Grit)
  - Alexandre Desplat – Il discorso del re (The King's Speech)
  - Clint Mansell – Il cigno nero (Black Swan)
  - Hans Zimmer – Inception
- 2012
  - Ludovic Bource - The Artist
  - Cliff Martinez - Drive
  - Trent Reznor e Atticus Ross - Millennium - Uomini che odiano le donne (The Girl with the Dragon Tattoo)
  - Howard Shore - Hugo Cabret (Hugo)
  - John Williams - War Horse
- 2013[1]
  - John Williams - Lincoln
  - Mychael Danna - Vita di Pi (Life of Pi)
  - Alexandre Desplat - Argo e Moonrise Kingdom - Una fuga d'amore (Moonrise Kingdom)
  - Jonny Greenwood - The Master
- 2014[2]
  - Steven Price - Gravity
  - Hans Zimmer - 12 anni schiavo (12 Years a Slave)
  - Arcade Fire - Lei (Her)
  - Thomas Newman - Saving Mr. Banks
- 2015[3]
  - Antonio Sánchez - Birdman (Birdman or the Unexpected Virtue of Ignorance)
  - Alexandre Desplat - The Imitation Game
  - Jóhann Jóhannsson - La teoria del tutto (The Theory of Everything)
  - Trent Reznor e Atticus Ross - L'amore bugiardo - Gone Girl (Gone Girl)
  - Hans Zimmer - Interstellar
- 2016 (Gennaio)[4]
  - Ennio Morricone – The Hateful Eight
  - Carter Burwell –  Carol
  - Howard Shore – Il caso Spotlight (Spotlight)
  - Ryūichi Sakamoto e Alva Noto – Revenant - Redivivo
  - Jóhann Jóhannsson – Sicario
- 2016 (Dicembre)[5]
  - Justin Hurwitz – La La Land
  - Nicholas Britell – Moonlight
  - Jóhann Jóhannsson – Arrival
  - Mica Levi – Jackie
  - Dustin O'Halloran e Hauschka – Lion - La strada verso casa (Lion)
- 2018[6]
  - Alexandre Desplat – La forma dell'acqua - The Shape of Water (The Shape of Water)
  - Jonny Greenwood – Il filo nascosto (Phantom Thread)
  - Dario Marianelli – L'ora più buia (Darkest Hour)
  - Benjamin Wallfisch e Hans Zimmer – Blade Runner 2049
  - John Williams – The Post
  - Hans Zimmer – Dunkirk
- 2019[7]
  - Justin Hurwitz - First Man - Il primo uomo (First Man)
  - Kris Bowers - Green Book
  - Marc Shaiman - Il ritorno di Mary Poppins (Mary Poppins Returns)
  - Nicholas Britell - Se la strada potesse parlare (If Beale Street Could Talk)
  - Alexandre Desplat - L'isola dei cani (Isle of Dogs)
  - Ludwig Göransson - Black Panther

### Anni 2020
- 2020[8]
  - Hildur Guðnadóttir – Joker
  - Michael Abels – Noi (Us)
  - Alexandre Desplat – Piccole donne (Little Women)
  - Randy Newman – Storia di un matrimonio (Marriage Story)
  - Thomas Newman – 1917
  - Robbie Robertson – The Irishman
- 2021[9]
  - Trent Reznor, Atticus Ross e Jon Batiste – Soul
  - Alexandre Desplat – The Midnight Sky
  - Ludwig Göransson – Tenet
  - James Newton Howard – Notizie dal mondo (News of the World)
  - Emile Mosseri – Minari
  - Trent Reznor e Atticus Ross – Mank
- 2022[10]
  - Hans Zimmer – Dune
  - Nicholas Britell – Don't Look Up
  - Jonny Greenwood – Il potere del cane (The Power of the Dog)
  - Jonny Greenwood – Spencer
  - Nathan Johnson – La fiera delle illusioni - Nighmare Alley (Nightmare Alley)
- 2023[11]
  - Hildur Guðnadóttir – Tár
  - Alexandre Desplat – Pinocchio di Guillermo del Toro (Guillermo del Toro’s Pinocchio)
  - Michael Giacchino – The Batman
  - Hildur Guðnadóttir – Women Talking - Il diritto di scegliere (Women Talking)
  - Justin Hurwitz – Babylon
  - John Williams – The Fabelmans
- 2024[12]
  - Ludwig Göransson – Oppenheimer
  - Jerskin Fendrix – Povere creature! (Poor Things)
  - Michael Giacchino – La società della neve (La sociedad de la nieve)
  - Daniel Pemberton – Spider-Man: Across the Spider-Verse
  - Robbie Robertson – Killers of the Flower Moon
  - Mark Ronson e Andrew Wyatt – Barbie

- 2025[13][14]
  - Trent Reznor e Atticus Ross – Challengers
  - Volker Bertelmann – Conclave
  - Daniel Blumberg – The Brutalist
  - Kris Bowers – Il robot selvaggio (The Wild Robot)
  - Clément Ducol e Camille – Emilia Pérez
  - Hans Zimmer – Dune - Parte due (Dune: Part Two)